# Stavhopp för damer i friidrott vid olympiska sommarspelen 2008
Damernas stavhopp i Olympiska sommarspelen 2008 ägde rum 16 augusti till 18 augusti i Pekings Nationalstadion. Finalen vanns av Jelena Isinbajeva på nya världsrekordhöjden 5,05 meter.

## Medaljörer
| Event    | Guld                       | Guld        | Silver                  | Silver | Brons                       | Brons  |
| Stavhopp | Jelena Isinbajeva Ryssland | 5,05 m (WR) | Jennifer Stuczynski USA | 4,80 m | Svetlana Feofanova Ryssland | 4,75 m |

## Kvalificering
Höjder för att kvalificera sig till OS var 4,45 m (A-höjd) och 4,30 m (B-höjd).

## Rekord
Före tävlingarna gällde dessa rekord:
| Världsrekord     | Jelena Isinbajeva | 5,04 m | Monaco, Monaco | 29 juli 2008    |
| Olympiskt rekord | Jelena Isinbajeva | 4,91 m | Aten, Grekland | 24 augusti 2004 |

## Resultat

### Kval
| Placering | Grupp | Namn                   | Nationalitet   | 4.00 | 4.15 | 4.30 | 4.40 | 4.50 | 4.60 | Resultat | Noteringar |
| --------- | ----- | ---------------------- | -------------- | ---- | ---- | ---- | ---- | ---- | ---- | -------- | ---------- |
| 1         | A     | Jelena Isinbajeva      | Ryssland       | –    | –    | –    | –    | –    | o    | 4.60     | Q          |
| 2         | B     | Vanessa Boslak         | Frankrike      | –    | o    | o    | o    | o    | –    | 4.50     | q, =SB     |
| 2         | A     | Gao Shuying            | Kina           | –    | –    | o    | o    | o    | –    | 4.50     | q          |
| 2         | B     | Fabiana Murer          | Brasilien      | –    | –    | –    | o    | o    | –    | 4.50     | q          |
| 2         | B     | Jennifer Stuczynski    | USA            | –    | –    | –    | –    | o    | –    | 4.50     | q          |
| 6         | A     | Svetlana Feofanova     | Ryssland       | –    | –    | –    | xo   | o    | –    | 4.50     | q          |
| 6         | A     | April Steiner Bennett  | USA            | –    | –    | xo   | o    | o    | –    | 4.50     | q          |
| 8         | A     | Monika Pyrek           | Polen          | –    | –    | –    | o    | xo   | –    | 4.50     | q          |
| 8         | B     | Anna Rogowska          | Polen          | –    | –    | –    | o    | xo   | –    | 4.50     | q          |
| 10        | B     | Julija Golubtjikova    | Ryssland       | –    | –    | o    | xo   | xo   | –    | 4.50     | q          |
| 10        | A     | Carolin Hingst         | Tyskland       | –    | o    | xo   | o    | xo   | –    | 4.50     | q          |
| 12        | B     | Silke Spiegelburg      | Tyskland       | –    | –    | xxo  | o    | xo   | –    | 4.50     | q          |
| 13        | A     | Naroa Agirre           | Spanien        | o    | o    | o    | xo   | xxx  |      | 4.40     | =SB        |
| 14        | A     | Anastasija Reiberger   | Tyskland       | –    | o    | xo   | xo   | xxx  |      | 4.40     |            |
| 15        | B     | Kate Dennison          | Storbritannien | xo   | xo   | xo   | xxo  | xxx  |      | 4.40     | =PB        |
| 16        | B     | Alana Boyd             | Australien     | –    | –    | o    | xxx  |      |      | 4.30     |            |
| 16        | B     | Roslinda Samsu         | Malaysia       | o    | o    | o    | xxx  |      |      | 4.30     | =SB        |
| 18        | B     | Kelsey Hendry          | Kanada         | –    | –    | xo   | xxx  |      |      | 4.30     |            |
| 19        | A     | Joanna Piwowarska      | Polen          | xo   | o    | xo   | xxx  |      |      | 4.30     |            |
| 19        | A     | Afrodíti Skafída       | Grekland       | –    | xo   | xo   | xxx  |      |      | 4.30     |            |
| 19        | A     | Sandra-Helena Tavares  | Portugal       | o    | xo   | xo   | xxx  |      |      | 4.30     |            |
| 22        | B     | Nicole Büchler         | Schweiz        | xxo  | o    | xxo  | xxx  |      |      | 4.30     |            |
| 23        | A     | Marion Buisson         | Frankrike      | o    | o    | xx   |      |      |      | 4.15     |            |
| 23        | B     | Thórey Edda Elisdóttir | Island         | –    | o    | xxx  |      |      |      | 4.15     |            |
| 25        | B     | Zhou Yang              | Kina           | xo   | o    | xxx  |      |      |      | 4.15     |            |
| 26        | B     | Krisztina Molnár       | Ungern         | xxo  | o    | xxx  |      |      |      | 4.15     |            |
| 27        | A     | Natalya Kushch         | Ukraina        | –    | xxo  | –    | xxx  |      |      | 4.15     |            |
| 27        | B     | Nikoléta Kiriakopoúlou | Grekland       | –    | xxo  | xxx  |      |      |      | 4.15     |            |
| 27        | A     | Li Ling                | Kina           | –    | xxo  | xxx  |      |      |      | 4.15     |            |
| 27        | A     | Yarisley Silva         | Kuba           | –    | xxo  | xxx  |      |      |      | 4.15     |            |
| 31        | A     | Alejandra García       | Argentina      | xxo  | xxo  | xxx  |      |      |      | 4.15     |            |
| 32        | A     | Leila Ben Youssef      | Tunisien       | xo   | xxx  |      |      |      |      | 4.00     |            |
| 32        | A     | Vanessa Vandy          | Finland        | xo   | xxx  |      |      |      |      | 4.00     |            |
| 34        | B     | Anna Fitídou           | Cypern         | xxo  | xxx  |      |      |      |      | 4.00     |            |
| 99        | B     | Kateřina Baďurová      | Tjeckien       | xxx  |      |      |      |      |      | NM       |            |
| 99        | B     | Erica Bartolina        | USA            | –    | –    | xxx  |      |      |      | NM       |            |

### Final
Finalen hölls den 18 augusti.
| Placering | Namn                  | Nationalitet | 4.30 | 4.45 | 4.55 | 4.65 | 4.70 | 4.75 | 4.80 | 4.85 | 4.90 | 4.95 | 5.00 | 5.05 | Resultat | Noteringar |
| --------- | --------------------- | ------------ | ---- | ---- | ---- | ---- | ---- | ---- | ---- | ---- | ---- | ---- | ---- | ---- | -------- | ---------- |
| 1         | Jelena Isinbajeva     | Ryssland     | –    | –    | –    | –    | o    | –    | –    | o    | –    | xxo  | –    | xxo  | 5.05     | VR         |
| 2         | Jennifer Stuczynski   | USA          | –    | –    | o    | –    | o    | xo   | o    | –    | xxx  |      |      |      | 4.80     |            |
| 3         | Svetlana Feofanova    | Ryssland     | –    | o    | o    | xo   | –    | o    | xxx  |      |      |      |      |      | 4.75     | SB         |
| 4         | Julija Golubtjikova   | Ryssland     | –    | o    | o    | xo   | o    | xo   | xxx  |      |      |      |      |      | 4.75     | PB         |
| 5         | Monika Pyrek          | Polen        | –    | o    | o    | o    | xo   | xxx  |      |      |      |      |      |      | 4.70     |            |
| 6         | Carolin Hingst        | Tyskland     | o    | o    | o    | xxo  | xxx  |      |      |      |      |      |      |      | 4.65     | SB         |
| 7         | Silke Spiegelburg     | Tyskland     | o    | xo   | o    | xxo  | xxx  |      |      |      |      |      |      |      | 4.65     |            |
| 8         | April Steiner Bennett | USA          | o    | o    | o    | xxx  |      |      |      |      |      |      |      |      | 4.55     |            |
| 9         | Vanessa Boslak        | Frankrike    | o    | o    | xo   | xxx  |      |      |      |      |      |      |      |      | 4.55     | SB         |
| 10        | Fabiana Murer         | Brasilien    | –    | o    | –    | xxx  |      |      |      |      |      |      |      |      | 4.45     |            |
| 10        | Anna Rogowska         | Polen        | –    | o    | xxx  |      |      |      |      |      |      |      |      |      | 4.45     |            |
| 12        | Gao Shuying           | Kina         | o    | xxo  | xxx  |      |      |      |      |      |      |      |      |      | 4.45     |            |

 VR - Världsrekord / =SB - Tangerat säsongsbästa / PB - Personbästa / SB - Säsongsbästa